# Улица Багряного (Чернигов)
Улица Багряного (укр. Вулиця Багряного) — улица в Деснянском районе города Чернигова. Пролегает от улицы Александровская до улицы Рапопорта, исторически сложившаяся местность (район) Александровка.
Нет примыкающих улиц.

## История
Согласно Топографической карте М-36-015, по состоянию местности на 1985 год улица не была проложена.
Берёзовая улица переименована, после вхождения села Александровка в состав города Чернигова, для упорядочивания названий улиц, поскольку в Чернигове уже была улица с данным названием в районе Старой Подусовки. 
1 ноября 2006 года улица получила современное название — в честь украинского прозаика и поэта Ивана Павловича Багряного, согласно Решению Черниговского городского совета (городской глава А. В. Соколов) 9 сессии 5 созыва «Про переименование улиц города» («Про перейменування вулиць міста»)..

## Застройка
Улица пролегает в юго-западном направлении — параллельно улице Рапопорта — проходит граница Черниговского горсовета с Черниговский районом; в конце делает резкий поворот на запад к улице Рапопорта. Непарная сторона улицы занята усадебной застройкой, частично застроена. Парная — не застроена, за городской чертой.  
Учреждения: нет